# Збірна Казахстану з сокки
Збірна Казахстану з сокки — чоловіча  збірна, яка представляє Казахстан на міжнародних турнірах з сокки. Збірна Казахстану є чемпіоном світу та дворазовим чемпіоном Європи, що робить її однією з найуспішніших команд з сокки у світі.

## Історія

### Чемпіонат світу 2022 (Будапешт)
На чемпіонаті світу з сокки у 2022 році збірна Казахстану впевнено пройшла груповий етап та вийшла у плей-оф. 
У чвертьфіналі суперником була Мексика, яку казахська збірна перемогла з рахунком – 2:1. Півфінал закінчився перемогою над збірною Польщі з рахунком – 3:0.
У драматичному фіналі чемпіоном світу стала збірна Бразилії, здобувши перемогу з рахунком 3:0 лише на останніх хвилинах матчу. Вирішальний гол був забитий бразильцями на заключній хвилині основного часу, а потім вони забили ще двічі у порожні ворота, скориставшись тим, що казахи замінили воротаря на польового гравця.

### Чемпіонат Європи 2023 (Кишинів)
На дебютному чемпіонаті Європи з сокки збірна Казахстану сенсаційно здобула золоті медалі. У ході турніру вони зіграли внічию з Хорватією (0:0), яку пізніше в плей-оф обіграли (3:2). Також було здобуто перемоги над Францією (2:1) та Угорщиною (4:1).
У фіналі казахи зустрілися зі збірною Румунії. Основний час закінчився у нічию – 3:3, а в серії булітів перемогу святкувала збірна Казахстану – 2:1.

### Чемпіонат світу 2023 (Ессен)
На чемпіонаті світу, що проходив в Німеччині збірна Казахстану теж стала золотим призером. На груповій стадії команда з Казахстану обіграла Лівію (3:1), зіграла в нічию з Єгиптом (1:1), поступилася збірній Україні (2:6) та посіла третє місце у групі. 
В плей-оф збірна Казахстану спочатку обіграла збірні Молдови (3:1) та Кіпру (2:1), а потім хоч і тричі зіграла у нічию, але кожного разу була сильнішою за своїх суперників  у серії булітів: США (1:1, по булітам – 2:1), Мексики (2:2, по булітам – 5:4) і в фіналі проти України (2:2, по булітам – 2:1).

### Чемпіонат Європи 2024 (Кишинів)
На Євро-2024 збірна Казахстана успішно захистила свій чемпіонський титул. На груповій стадії вона здобула чотири перемоги: Італія (3:0), Бельгія (9:2), Кипр (5:1) та Оман (3:2).
У 1/8 финалу пройшла іспанців, в чвертьфіналі в серії булітів здолала німецьку збірну, а в півфіналі знову переграла Оман.
У фіналі суперником стала збірна Хорватії, яка теж не змогла вистояти проти результативних атак Казахстану (3:0). 

### Чемпіонат світу 2024 (Маскат)
На чемпіонат світу, що проходив в Омані, збірна Казахстану поїхала у статусі діючих чемпіонів світу. На груповій стадії її суперниками були збірні Англії (3:0), Румунії (1:0), Уругваю (2:3) та Судану (2:0). Серед п'яти команд збірна Казахстану посіла друге місце в своїй групі та пройшла до стадії плей-оф. 
У 1/8 фіналу збірна Казахстану здолала збірну Сербії (4:2), в чвертьфіналі переграли збірну Бразилії (3:2), а у півфіналі - збірну Хорватії (4:2). 
У фіналі збірна Казахстану програла господарам турніру збірній Оману у післяматчевій серії булитів та стала срібним призером того чемпіонату світу.

## Досягнення
Чемпіонат світу:
 Чемпіон: (1): 2023
 Віце-чемпіон: (2): 2022, 2024
Чемпіонат Європи:
 Чемпіон: (2): 2023, 2024